# 久努西村
久努西村（くどにしむら）は静岡県の西部、周智郡に属していた村である。現在の袋井市中心部の北方、東名高速道路袋井インターチェンジの東側一帯にあたる。

## 地理
- 河川：宇刈川

## 歴史
- 1889年（明治22年）4月1日 - 町村制の施行により周智郡鷲巣村、久能村、山科村（一部）、山名郡堀越村が合併して周智郡久努西村が発足。
- 1948年（昭和23年）9月1日 - 磐田郡袋井町と合併し、改めて袋井町が発足。同日久努西村廃止。

## 交通

### 鉄道路線
- 静岡鉄道
  - 秋葉線
    - 一軒家駅 - 可睡口駅

  - 可睡支線（1945年休止）
    - 可睡口駅 - 可睡駅

### 道路
現在は国道1号袋井バイパスの堀越インターチェンジ、東名高速道路の袋井インターチェンジが所在するが、当時は未開通。

## 名所・旧跡・観光スポット・祭事・催事
- 可睡斎（遠州三山）